# Patrologia Latina
La Patrologia Latina (plus exactement Patrologiae Cursus Completus, Series Latina) est une collection majeure de textes du christianisme primitif, de l'Antiquité tardive et du Moyen Âge, contenant les écrits des Pères de l’Église et d’auteurs ecclésiastiques, publiée par Jacques-Paul Migne entre 1844 et 1855, dont les indices (les index) furent publiés entre 1862 et 1865. 
La Patrologie latine de Migne reste une référence obligatoire pour toute étude critique des textes latins de l'Église du premier millénaire.

## Historique
Bien qu’il s’agisse de réimpressions d’éditions anciennes, qui contiennent souvent des erreurs, les séries publiées par Migne sont toujours utilisées par les chercheurs et les spécialistes du Moyen Âge, du fait de leur accessibilité, et surtout parce que de nombreux textes ne se trouvent que là, délaissés par l’édition moderne. De ce point de vue, on peut dire que la Patrologie de Migne est comparable aux Monumenta Germaniae Historica. La Patrologia Latina est la première partie du Patrologiae Cursus Completus, la seconde partie étant la Patrologia Graeco-Latina, qui contient des œuvres patristiques médiévales en langue grecque avec leur traduction en latin.
La Patrologia Latina inclut plus de 1 000 ans d’œuvres latines de Tertullien au pape Innocent III, en 217 volumes : les volumes 1 à 73, de Tertullien à Grégoire de Tours, furent publiés de 1844 à 1849 et les volumes 74 à 217, du pape Grégoire Ier à Innocent III, de 1849 à 1855. Bien que la collection se termine en 1216, après le décès d’Innocent III, Migne désirait originellement inclure tous les documents jusqu’à la Réforme ; cette tâche apparut bien trop grande, mais certains commentaires et autres documents associés à des œuvres précédemment publiées furent inclus au corpus principal.
Le matériel qui servit à l’impression de la Patrologia Latina fut détruit par le feu en 1868, mais avec l’aide de la maison d’édition Garnier, il fut restauré et de nouvelles éditions purent être imprimées.

## Auteurs
- Volumes 1-2 : Tertullien
- Volumes 3-5 : Minucius Félix, Denys d'Alexandrie, Corneille, Novatien, Étienne Ier, Cyprien de Carthage, Arnobe, Denys, Commodien
- Volumes 6-7 : Lactance
- Volume 8 : Constantin Ier, Marius Victorinus
- Volumes 9-10 : Hilaire de Poitiers
- Volume 11 : Zénon de Vérone, Optat de Milève
- Volume 12 : Eusèbe de Verceil, Julius Firmicus Maternus
- Volume 13 : Damase Ier, Pacien, Lucifer de Cagliari
- Volumes 14-17 : Ambroise de Milan
- Volume 18 : Ulfila, Symmaque, Martin de Tours, Tyconius
- Volume 19 : Juvencus, Coelius Sedulius, Optatianus, Severus Rhetor, Faltonia Proba
- Volume 20 : Sulpice Sévère, Paulin de Milan, Fauste de Milève, Innocent Ier
- Volume 21 : Rufin d'Aquilée, Pélage
- Volumes 22-30 : Jérôme de Stridon
- Volume 31 : Flavius Lucius Dexter, Paul Orose
- Volumes 32-47 : Augustin d'Hippone
- Volume 48 : Marius Mercator
- Volumes 49-50 : Jean Cassien
- Volume 51 : Prosper d'Aquitaine
- Volume 52 : Pierre Chrysologue
- Volume 53 : Claudien Mamert, Salvien de Marseille, Arnobe le Jeune, saint Patrick
- Volumes 54-56 : Léon Ier
- Volume 57 : Maxime de Turin
- Volume 58 : Hilaire, Simplice, Félix III
- Volume 59 : Pape Gélase Ier, Avit de Vienne, Faustin de Brescia, Julien Pomère
- Volume 60 : Prudence, Dracontius
- Volume 61 : Paulin de Nole, Orens d'Auch, Auspice de Toul
- Volume 62 : Eugippe, Symmaque, Léon Ier, Athanase d'Alexandrie, Flavius Rusticus Helpidius (en), Concile de Chalcédoine, et autres textes du Ve siècle
- Volume 63 : Boèce, Ennode de Pavie, Trifolius, Hormisdas Ier, Elpis
- Volume 64 : Boèce
- Volume 65 : Fulgence de Ruspe, Félix IV, Boniface II
- Volume 66 : Jean II, Benoît de Nursie
- Volume 67 : Denys le Petit, Viventiole de Lyon, Trojan de Saintes, Pontianus Africae (en), Césaire d'Arles, Ferrand de Carthage
- Volume 68 : Primase d'Hadrumète, Arator, Nicetius Trevirensis, Aurélien d'Arles
- Volumes 69-70 : Cassiodore
- Volume 71 : Grégoire de Tours
- Volume 72 : Pélage II, Jean III, Benoît Ier
- Volumes 73-74 : Vitae Patrum [1],[2]
- Volumes 75-78 : Grégoire Ier
- Volume 79 : Grégoire Ier, Eutrope de Valence (en), Alulfus Tornacensis Paterius,
- Volume 80 : auteurs des VIe et VIIe siècles (Augustin de Cantorbéry, Colomban de Luxeuil, Braule de Saragosse et al.)
- Volumes 81-84 : Isidore de Séville
- Volumes 85-86 : Rite mozarabe
- Volume 87 : auteurs du VIIe siècle
- Volume 88 : Venance Fortunat, Cresconius
- Volume 89 : Serge Ier, Jean VI, Félix de Ravenne (en), Boniface de Mayence
- Volumes 90-95 : Bède
- Volume 96 : Ildefonse de Tolède, Julien de Tolède, Léon II
- Volumes 97-98 : Charlemagne, Louis le Pieux, Lothaire Ier, Rodolphe Ier de Bourgogne
- Volume 99 : Paulin d'Aquilée, Théodore de Tarse
- Volumes 100-101 : Alcuin
- Volume 102 : Smaragde de Saint-Mihiel
- Volume 103 : Benoît d'Aniane, Sedulius
- Volume 104 : Agobard de Lyon, Éginhard, Claude de Turin, Louis le Pieux
- Volume 105 : Théodulf d'Orléans, Eigil de Fulda (en), Dungal, Ermold le Noir, Symphosius Amalarius
- Volume 106 : Grégoire IV, Serge II, Jonas d'Orléans, Fréculf de Lisieux, Frothaire de Toul
- Volumes 107-112 : Raban Maur
- Volumes 113-114 : Walafrid Strabon
- Volume 115 : Léon IV, Benoît III, Eulogius Toletanus, Prudence de Troyes, Angelome de Luxeuil
- Volumes 116-118 : Haymon d'Halberstadt
- Volume 119 : Nicolas Ier, Florus de Lyon, Loup de Ferrières
- Volume 120 : Paschase Radbert
- Volume 121 : Ratramne de Corbie, Énée de Paris, Rémi de Lyon, Wandalbert de Prüm, Álvaro de Córdoba, Gottschalk d'Orbais
- Volume 122 : Jean Scot Érigène
- Volume 123 : Adon de Vienne
- Volume 124 : Usuardus Sangermanii, Charles le Chauve
- Volumes 125-126 : Hincmar de Reims
- Volumes 127-129 : Anastase le Bibliothécaire
- Volume 130 : Isidorus Mercator, Marcus Valerius Probus
- Volume 131 : Remi d'Auxerre, Notker le Bègue
- Volume 132 : Réginon de Prüm, Hucbaldus S. Amandi
- Volume 133 : Odon de Cluny
- Volume 134 : Atton de Verceil
- Volume 135 : Flodoard de Reims, Jean XIII
- Volume 136 : Rathier de Vérone, Liutprand de Crémone
- Volume 137 : Hrotsvita de Gandersheim, Widukind de Corvey, Dunstan de Cantorbéry, Adson de Montier-en-Der, Joannes S. Arnulfi Metensis
- Volume 138 : Richer de Reims
- Volume 139 : Sylvestre II, Aimoin de Fleury, Abbon de Fleury, Dithmar de Mersebourg
- Volume 140 : Burchard de Worms, Henri II du Saint-Empire, Adalbold II d'Utrecht
- Volume 141 : Fulbert de Chartres, Guido d'Arezzo, Jean XIX
- Volume 142 : Brunon de Wurtzbourg, Odilon de Cluny, Bernon de Reichenau
- Volume 143 : Hermann Contract, Humbert de Moyenmoutier, Léon IX
- Volumes 144-145 : Pierre Damien
- Volume 146 : Otloh de Saint-Emmeram, Adam de Brême, Gundecharus Eichstetensis, Lambert de Hersfeld, Pierre de Maillezais (en)
- Volume 147 : Jean d'Ivry, Bernold de Constance, Bruno de Querfurt, Marianus Scotus, Landolf de Milan (en) (Landulfus Mediolanensis), Alfan de Salerne
- Volume 148 : Grégoire VII
- Volume 149 : Victor III, Anselme de Lucques, Guillaume de Jumièges
- Volume 150 : Lanfranc, Constantin l'Africain, Thibaut du Bec, Augustin de Cantorbéry, Guillaume de Hirsau et d'autres auteurs du XIe siècle
- Volume 151 : Urbain II
- Volumes 152-153 : Brunon de Cologne
- Volume 154 : Hugues de Flavigny, Ekkehard d'Aura, Wolphelm de Brauweiler (en) (Wolphelmus Brunwillerensis)
- Volume 155 : Godefroy de Bouillon, Raoul Ardent (Radulfus Ardens)[3], Lupus Protospatharius
- Volume 156 : Guibert de Nogent
- Volume 157 : Geoffroi de Vendôme, Thiofrid d'Echternach (en), Pierre Alphonse
- Volumes 158-159 : Anselme de Cantorbéry
- Volume 160 : Sigebert de Gembloux
- Volume 161 : Yves de Chartres
- Volume 162 : Yves de Chartres, Petrus Chrysolanus, Anselme de Laon
- Volume 163 : Pascal II, Gélase II, Calixte II
- Volumes 164-165 : Bruno d'Asti
- Volume 166 : Baudri de Bourgueil, Honorius II, Cosmas de Prague
- Volumes 167-170 : Rupert de Deutz
- Volume 171 : Hildebert de Tours, Marbode
- Volume 172 : Honoré d'Autun
- Volume 173 : Léon d'Ostie, Pierre le Diacre, Rodolphe de Saint-Trond
- Volume 174 : Godefroy d'Admont (en) (Godefridus Admontensis)[4]
- Volumes 175-177 : Hugues de Saint-Victor
- Volume 178 : Pierre Abélard
- Volume 179 : Guillaume de Malmesbury
- Volume 180 : Eugène III, Guillaume de Saint-Thierry
- Volume 181 : Hervé de Bourg-Dieu
- Volumes 182-185 : Bernard de Clairvaux
- Volume 186 : Suger de Saint-Denis, Robert Pullen, Zacharie de Besançon
- Volume 187 : Gratien (juriste)
- Volume 188 : Orderic Vital, Anastase IV, Adrien IV
- Volume 189 : Pierre le Vénérable
- Volume 190 : Thomas de Cantorbéry, Herbert de Bosham, Gilbert Foliot
- Volumes 191-192 : Pierre Lombard
- Volume 193 : Gautier de Saint-Victor, Gerhoh de Reichersberg
- Volume 194 : Gerhoh de Reichersberg, Hugo Pictavinus, Isaac de l'Étoile, Alcher de Clairvaux
- Volume 195 : Aelred de Rievaulx, Wolbero S. Pantaleonis, Élisabeth de Schönau
- Volume 196 : Richard de Saint-Victor
- Volume 197 : Hildegarde de Bingen
- Volume 198 : Adam Scot, Pierre le Mangeur, Godefroi de Viterbe
- Volume 199 : Jean de Salisbury
- Volume 200 : Alexandre III
- Volume 201 : Arnoul de Lisieux, Guillaume de Tyr
- Volume 202 : Pierre de Celle, Urbain III, Grégoire VIII, Ugo Etherianus, Gilbert Foliot
- Volume 203 : Philippe de Harveng
- Volume 204 : Reiner de Saint-Laurent, Clément III, Baudouin de Ford
- Volume 205 : Pierre le Chantre, Maurice de Sully, Mathieu de Vendôme, et quelques autres auteurs du XIIe siècle
- Volume 206 : Célestin III, Thomas Cisterciensis, Jean Halgrin
- Volume 207 : Pierre de Blois
- Volume 208 : Martin de Léon (en)[5]
- Volume 209 : Martin de Léon (en), Guillaume de Paris, Gautier de Châtillon
- Volume 210 : Alain de Lille
- Volume 211 : Étienne de Tournai, Pierre de Poitiers, Adam de Perseigne
- Volume 212 : Hélinand de Froidmont, Gunther de Pairis (en) (Guntherus Cisterciensis)[6], Odon de Sully
- Volume 213 : Sicard de Crémone, Pierre des Vaux de Cernay
- Volumes 214-217 : Innocent III
- Volumes 218-221 : index